# Всемирные игры среди ампутантов и колясочников 2009
Всемирные игры среди ампутантов и колясочников 2009 года проходил в Бангалоре, в Индии, с 22 ноября по 2 декабря. Соревнования проводились на стадионе Кантирава. 1000 спортсменов из более чем 60 стран состязались в 9 видах спорта, включая лёгкую атлетику, бадминтон, гольф, пауэрлифтинг, стрельбу, сидячий волейбол, плавание, настольный теннис и колясочное фехтование.